# بور اوک (آیووا)
بور اوک (به انگلیسی: Burr Oak) یک محدوده ثبت‌نشده در شهرستان وین‌شیک ایالت آیووا کشور ایالات متحده آمریکا است که جمعیت آن در سرشماری سال ۲۰۱۰ میلادی، ۱۶۶ نفر بوده‌است.